# ハイフン戦争

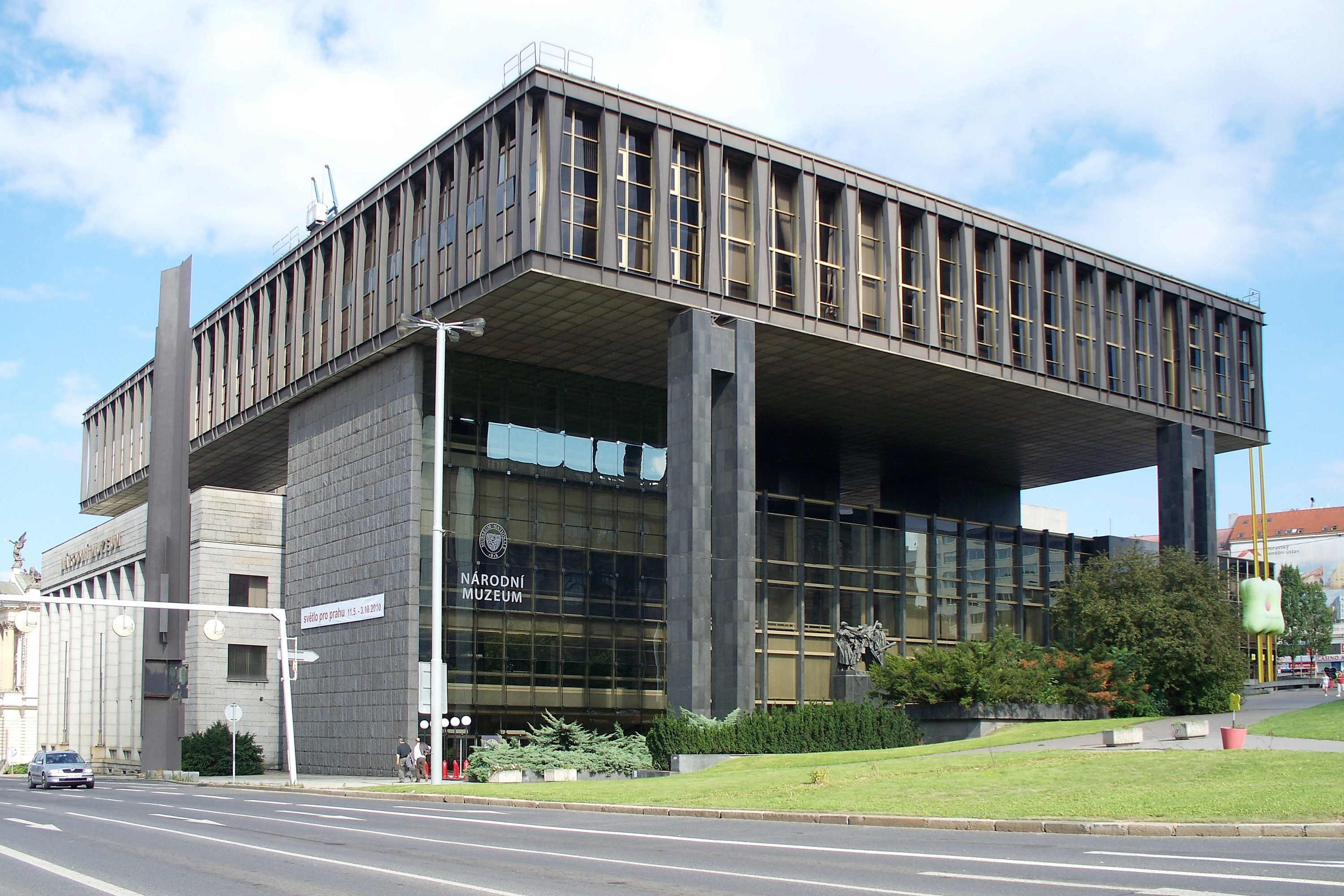
「ハイフン戦争」の舞台となったチェコスロバキア社会主義共和国連邦議会（のちチェコスロバキア連邦共和国連邦議会、現・チェコ国立美術館）

ハイフン戦争（ハイフンせんそう、英: Hyphen War、チェコ語: Pomlčková válka、スロバキア語: Pomlčková vojna「ダッシュ戦争」）は、社会主義政権崩壊（ビロード革命）後のチェコスロバキア社会主義共和国連邦議会を中心に、チェコ人政治家とスロバキア人政治家の間で行われた国名表記を巡る政治論争を揶揄した名称である。結果的に、チェコスロバキアの連邦解消（ビロード離婚）につながった。

## 背景
チェコとスロバキアの両民族によって1918年に独立国（第一共和国）として誕生した「チェコスロバキア」の表記は、当初ハイフンのない"Československo"（チェコスロバキア）と、ハイフンの入った"Česko-Slovensko"（チェコ=スロバキア）の両方の表記が混在して使われた。
第一共和国政府は1920年の憲法制定時にハイフンのない"Československo"に統一し、国名表記を「チェコスロバキア共和国」（Československá republika）としたものの、ミュンヘン協定後（1938年）からナチス・ドイツによるチェコスロバキア解体（1939年）までの短期間存在した第二共和国では、ハイフンの入った"Česko-Slovensko"が正式表記となった。しかし第二次世界大戦後の1945年にチェコスロバキア共和国（第三共和国）が復活すると、再びハイフンなしの"Československo"に改められた。
国名はその後、社会主義政権樹立（1948年）後の1960年に「チェコスロバキア社会主義共和国」（Československá socialistická republika）に改称。「プラハの春」後の1969年に、チェコ社会主義共和国とスロバキア社会主義共和国による形式的な連邦制に移行したあとも正式国名は変更されず、ハイフンのない表記が長く用いられた。この間、亡命スロバキア人グループの中には"Česko-Slovensko"をあえて用いるケースが見られた。
「チェコスロバキア」の表記の違いは、両民族のナショナリズムの現れというよりも、むしろチェコスロバキア国家の枠組みに対する認識の相違によるもので、チェコ人は「一体不可分の単一国家」として、スロバキア人は「2つの国による連合国家」としてとらえる傾向があった。さらに民主化後、それまで形骸的な存在だったチェコ、スロバキア両共和国に対する連邦政府からの権限委譲が進められた結果、共和国政府の地位が向上したことが論議に拍車をかけた。

## 経緯
チェコスロバキアでは「ビロード革命」後の1989年12月、チェコ人のヴァーツラフ・ハヴェルを連邦大統領とする非共産政権が発足し、「社会主義共和国」の国名変更が課題となった。スロバキア人の政治家グループは1990年1月、国名変更にあたり、第二共和国時代に用いられたハイフン入りの"Česko-Slovensko"表記を採用するようハヴェルに提案。ハヴェルはこれを受け入れ、国名を「チェコ=スロバキア共和国」（Republika Česko-Slovensko）とする国名変更法案を連邦議会に提出した。
しかし法案審議に入った議会では、記号 "-" を、意味的に独立した等価の単語を接続して複合語をつくる「ハイフン」（spojovník）ととらえるスロバキア人議員と、それよりも意味合いの弱い「ダッシュ」（pomlčka）ととらえるチェコ人議員の間で大論争が始まり紛糾。この論争をチェコスロバキア国内のメディアは「ダッシュ戦争」、英語圏のメディアは「ハイフン戦争」と揶揄して伝えた。
3月に入って連邦を構成するスロバキア社会主義共和国が「スロバキア共和国」に、次いでチェコ社会主義共和国が「チェコ共和国」に改称を終える中、連邦議会は3月29日になってようやく、チェコ語ではハイフンなしの "Československá federativní republika" （チェコスロバキア連邦共和国）、スロバキア語ではハイフンありの "Česko-Slovenská federatívna republika" （チェコ=スロバキア連邦共和国）とする修正案を可決していったん国名を変更した。ところが国名をめぐる論争はその後も収束せず、連邦議会は国名変更の再審議を余儀なくされた。
結局連邦議会は、記号ではなく連結接続詞"a"を用いた「チェコ及びスロバキア連邦共和国」（チェコ語 : Česká a Slovenská Federativní Republika、スロバキア語 : Česká a Slovenská Federatívna Republika）とする改正法案を4月20日に可決。1カ月足らずで国名を再変更した。記号を用いないことにしたため、チェコ語とスロバキア語の正書法では本来、最初の単語の先頭一字のみが大文字となるものの、スロバキア人議員が「チェコは大文字でスロバキアは小文字になるのか」と反発したため、例外的に接続詞を除くすべての単語の先頭を大文字とすることで決着した。
その後も政界では連邦国家のあり方をめぐる論争が続いた結果、両国は1993年1月1日に連邦制を解消したため、国名表記を巡る問題は収束した。しかし地域名称および歴史名称の「チェコスロバキア」については、チェコ語ではその後も従来どおりの"Československo"を用いている一方、スロバキア語ではスロバキア科学アカデミー言語学研究所が、論争の最中の1990年春に"Česko-Slovensko"を正式とする新しい正書法を提唱したため、現在はこの表記が一般的に使われている。